# Tarrazú
Tarrazú ist ein Kanton der costa-ricanischen Provinz San José mit 17.473 Einwohnern. Die Hauptstadt ist San Marcos. Es handelt sich um ein wichtiges Anbaugebiet für Kaffee, in dem Spitzenkaffees aus idealen Höhenlagen produziert werden. Der Name Tarrazú stammt aus der Sprache der Huetar-Indianer, die ursprünglich in diesem Gebiet lebten.

## Geografie und Geschichte
Die Region liegt südlich der Hauptstadt San José. Sie ist begrenzt durch den Pazifischen Ozean, das Central Valley und die zentrale Gebirgskette von Costa Rica.
Am 7. August 1868 wurde durch den Senat und das Repräsentantenhaus der Republik Costa Rica nach Artikel 2 des Dekrets Nummer XXX (30) die beiden Kantone Escazú und Desamparados neu aufgeteilt, so dass dadurch Puriscal und Tarrazú entstanden. Dieses verkündete der Präsident José María Castro im Nationalpalast. Im Jahr 1890 wurde der erste Stadtrat gegründet, der sich aus Bürgern der Ortschaften San Marcos, Santa Maria und San Pablo zusammensetzte, da diese Orte zu jener Zeit zum Kanton Tarrazú gehörten, später die Hauptorte der Kantone Dota und León bildeten. Damals dehnte Costa Rica seine Grenzen bis zur Republik Panama aus, die zu Kolumbien gehörte.
Der Name der Hauptstadt des Kantons wurde 1867 bei einem Besuch des Dekan Domingo Rivas festgelegt, der von dem Priester Raimundo Mora begleitet wurde. Dieser Priester stammte aus San Marcos in Guatemala und so bekam der Ort diesen Namen. Per Dekret (Nr. 146) setzte León Cortés am 3. August 1938 fest, dass San Marcos als Hauptstadt und Verwaltungssitz des Kantons Tarrazú fungieren soll.
Gebietsaufteilung
Der Kanton Tarrazú ist in drei Unterbezirke gegliedert. Dieses sind die Distrikte San Carlos, San Lorenzo und San Marcos.

### Spanische Besiedlung
Im Jahr 1818 folgte José Miguel Cascante Rojas einem alten Pfad der Indios und kam nach Tarrazú. Er wurde von seiner Frau Josefa Casilda Cascante Mena und seinen beiden Söhnen Jesus und Juan María begleitet. Sie ließen sich an einem Ort nieder, der „Boca de Dota“ oder „Hato de Dota“ gekannt wurde. Hier befindet sich nun die Stadt San Marcos. Später siedelten sich Caraceolo Muñoz, Ramón Zúñiga Barahona, Antolín Umaña und Manuel Barbozaan ebenfalls dort an. Die historischen Dokumente geben allerdings keinerlei Auskunft darüber, welcher Beschäftigung diese nachgingen. Vermutlich bauten sie Nutzpflanzen zur Selbstversorgung an oder waren Viehzüchter.

## Kaffee und Tourismus
- Die ersten Pflanzen wurden vor 250 Jahren aus Kuba importiert. Heute kommen 100 Kaffeebäume auf jeden Einwohner. Die geschmackvolle Kaffeebohne ist vor allem auf die klimatischen Bedingungen (Sonnenlicht, Temperatur und Niederschläge), sowie die nährstoffreichen vulkanischen Böden zurückzuführen.
- Tarrazú ist eine der am wenigsten touristisch erschlossenen Regionen Costa Ricas, obwohl sie per Bus leicht zu erreichen ist und ein angenehmes Klima bietet. Neben den Naturschätzen bietet die Gegend um Los Santos landestypische Tänze und Gerichte, Handwerk, Kaffeeanbau und Kaffeeverkostung sowie Wandern, Angeln, Reitausflüge, Vogelbeobachtung (beispielsweise des Quetzal) oder Nationalparkbesuche für Touristen an.[5]